# فریتز بائر (قایقران روئینگ)
فریتز بائر (آلمانی: Fritz Bauer؛ ۲۳ ژوئن ۱۹۰۶ – ۱۹ سپتامبر ۱۹۹۲) قایقران روئینگ اهل آلمان بود.
وی در مسابقات کشوری و بین‌المللی در مجموع برندهٔ ۲ مدال طلا شده‌است.